# Стрілецьке (Бєлгородський район)
Стріле́цьке (рос. Стрелецкое) — село в Бєлгородському районі Бєлгородської області, Росія.
Село розташоване на північно-західній околиці міста Бєлгорода, є його приміською зоною.
Населення села становить 5 654 особи (2002).
Село розташоване на лівому березі річки Везелка, правій притоці Сіверського Дінця. На південно-західній околиці села річка Болховець впадає у річку Везелку.
Між селом та Бєлгородом знаходиться великий крейдяний кар'єр, поряд збудовано водосховище.

## Видатні уродженці
- Клавкіна Олександра Олексіївна — Герой Соціалістичної Праці.